# Điện ảnh Tajikistan
Điện ảnh Tajikistan (tiếng Nga: Таджикистана кинематографа) là tên gọi ngành công nghiệp Điện ảnh của nước Cộng hòa Tajikistan từ 1932 đến nay.

## Lịch sử hình thành và phát triển

### Hãng phim
- Tajikfilm

### Phim nổi tiếng
- Dokhounda (1956)
- Truyền thuyết tình yêu (1963)
- Rustam và Sohrab (1971)
- Bihisht faqat baroi murdagon (2006)

### Nhà làm phim tên tuổi
- Lydia Pechorina
- Bension Kimyagarov
- Mukadas Makhmudov
- Takhir Sabirov
- Anvar Turayev
- Suvat Khamidov
- Jamshed Usmonov